# Xã Lyons, Michigan
Xã Lyons (tiếng Anh: Lyons Township) là một xã thuộc quận Ionia, tiểu bang Michigan, Hoa Kỳ. Năm 2010, dân số của xã này là 3.465 người.